# Большая Шадейка (Лысьвенский городской округ)
Большая Шадейка — деревня в Лысьвенском городском округе Пермского края России.

## Географическое положение
Деревня расположена в южной части Лысьвенского городского округа на расстоянии примерно 38 километров на юго-запад по прямой от города Лысьва.

## История
Известна как выселок с 1795 года как деревня Шадейка. 
С 2004 до 2011 года входила в Новорождественское сельское поселение Лысьвенского муниципального района.

## Климат
Климат умеренно-континентальный. Среднегодовая температура воздуха равна: +1,7оС; продолжительность безморозного периода: 165 дней; средняя мощность снегового покрова: 50 см; средняя глубина промерзания почвы: 123 см. Устойчивый снежный покров сохраняется с первой декады ноября по последнюю декаду апреля. Средняя продолжительность снежного покрова 160—170 дней. Средняя из наибольших декадных высот снежного покрова за зиму — 50 см. Средняя максимальная температура самого жаркого месяца: + 24,4оС. Средняя температура самого холодного месяца: — 17,4оС.

## Население
Постоянное население составляло 91 человек (100% татары) в 2002 году, 41 человек в 2010 году.